# 탕헤르테투안알호세이마 지방

탕헤르테투안알호세이마 지방

탕헤르테투안알호세이마 지방(아랍어: طنجة - تطوان - الحسيمة, 프랑스어: Tanger-Tetouan-Al Hoceima)은 모로코를 구성하는 12개 지방 가운데 하나로 모로코 최북단에 위치한다. 행정 중심지는 탕헤르이며 면적은 15,090km2, 인구는 3,556,729명(2014년 9월 1일 기준), 인구 밀도는 240명/km2이다.
2024년에는 400만이 넘는 것으로 추산된다.

2015년에 실시된 행정 구역 개편에 따라 탕헤르테투안 지방의 전체 지역, 타자알호세이마타우나트 지방의 일부 지역을 합병하여 신설되었다. 북쪽으로는 지브롤터 해협과 지중해, 스페인의 월경지인 세우타와 접하며 남서쪽으로는 라바트살레케니트라 지방, 남동쪽으로는 페스메크네스 지방, 동쪽으로는 오리앙탈 지방과 접한다. 2개 주, 6개 현을 관할한다.
또한 날씨가 매우 좋고 관광객이 많도 바다가 가깝다. 탄지어는 라바트 타자 카사블랑카와 더불어 친절하고 아름다운 사람들과 아름다운 도시로 유명하다